# Changy, Marne

Changy este o comună în departamentul Marne, Franța. În 2009 avea o populație de 115 de locuitori.